# Ascidia latesiphonica
Ascidia latesiphonica är en sjöpungsart som beskrevs av Hartmeyer 1922. Ascidia latesiphonica ingår i släktet Ascidia och familjen Ascidiidae. Inga underarter finns listade i Catalogue of Life.